# Masini +1 30th Anniversary
Masini +1 30th Anniversary è una raccolta del cantautore italiano Marco Masini, pubblicato il 7 febbraio 2020 da Legacy Recordings.
L'album è stato pubblicato per festeggiare i suoi 30 anni di carriera e contiene quattro inediti (tra cui Il confronto, presentato in gara al Festival di Sanremo 2020) e quindici tra i più grandi successi dell'artista toscano reinterpretati in duetto insieme ad alcuni nomi noti del panorama musicale italiano, come Giusy Ferreri, Eros Ramazzotti, Jovanotti, Ermal Meta, Francesco Renga, Ambra Angiolini e altri.
L'edizione Box Deluxe, distribuita in edizione limitata di sole 1000 copie numerate, include un CD Digipack, un doppio LP, una foto 30x30 autografata, una bandana personalizzata, un ciondolo Tau personalizzato e un Tour Pass (non valido come titolo di ingresso).
La raccolta debutta alla posizione numero 4 dei dischi più venduti in Italia ed alla posizione numero 1 in quella dei vinili.
Hanno partecipato ai duetti Giusy Ferreri, Annalisa, Eros Ramazzotti, i Modà, Francesco Renga, Ambra Angiolini, Giuliano Sangiorgi, Jovanotti, Nek, Umberto Tozzi, Bianca Atzei, Fabrizio Moro, Luca Carboni, Gigi D'Alessio, Ermal Meta e Rita Bellanza.

## Tracce
1. Il confronto – 3:19 (Marco Masini, Federica Camba, Daniele Coro)
2. La parte chiara – 3:22 (Marco Masini, Federica Camba, Daniele Coro)
3. Non è così – 3:29 (Antonio Iammarino, Marco Masini)
4. Disperato (feat. Eros Ramazzotti) – 4:04 (Marco Masini, Giancarlo Bigazzi, Giuseppe Dati)
5. Ci vorrebbe il mare (feat. Giuliano Sangiorgi) – 4:29 (Giancarlo Bigazzi, Gianna Albini, Marco Masini)
6. Cenerentola innamorata (feat. Ermal Meta) – 4:50 (Marco Masini, Giancarlo Bigazzi, Giuseppe Dati)
7. Perché lo fai (feat. Umberto Tozzi) – 4:17 (Giancarlo Bigazzi, Mario Manzani, Marco Masini)
8. Ti vorrei (feat. Ambra Angiolini) – 3:53 (Marco Masini, Giancarlo Bigazzi, Giuseppe Dati)
9. Vaffanculo (feat. Luca Carboni) – 4:26 (Marco Masini, Giancarlo Bigazzi, Giuseppe Dati)
10. T'innamorerai (feat. Francesco Renga) – 4:09 (Marco Masini, Giancarlo Bigazzi, Giuseppe Dati)
11. Bella stronza (feat. Modà) – 4:47 (Giancarlo Bigazzi, Marco Masini)
12. Principessa (feat. Nek) – 5:06 (Giancarlo Bigazzi, Marco Masini)
13. Lasciaminonmilasciare (feat. Gigi D'Alessio) – 5:00 (Giancarlo Bigazzi, Luca Nesti, Marco Falagiani, Marco Masini)
14. L'uomo volante (feat. Jovanotti) – 3:47 (Giuseppe Dati, Goffredo Orlandi, Jovanotti, Marco Masini)
15. Io ti volevo (feat. Annalisa) – 3:29 (Antonio Iammarino, Marco Masini)
16. Che giorno è (feat. Bianca Atzei) – 3:38 (Marco Masini, Federica Camba, Daniele Coro)
17. Spostato di un secondo (feat. Giusy Ferreri) – 3:38 (Marco Masini, Zibba, Diego Calvetti)
18. Tu non esisti (feat. Fabrizio Moro) – 3:36 (Antonio Iammarino, Diego Calvetti, Marco Masini)
19. Fra la pace e l'inferno (feat. Rita Bellanza) – 3:35 (Diego Calvetti, Marco Masini, Valerio Carboni)

## Classifiche
| Classifica (2020) | Posizione massima |
| ----------------- | ----------------- |
| Italia            | 4                 |
| Italia (vinili)   | 1                 |